# Gran Premio d'Austria 2014
Il Gran Premio d'Austria 2014 è stata l'ottava prova della stagione 2014 del campionato mondiale di Formula 1. La gara, disputatasi domenica 22 giugno 2014 sul Red Bull Ring di Spielberg bei Knittelfeld, è stata vinta da Nico Rosberg su Mercedes, al suo sesto successo nel mondiale. Rosberg ha preceduto sul traguardo il suo compagno di squadra Lewis Hamilton e Valtteri Bottas su Williams-Mercedes, al suo primo podio in F1.

## Vigilia

### Aspetti tecnici
La FIA indica due zone di attivazione del Drag Reduction System: una sul rettilineo d'arrivo, l'altra sul tratto tra la curva Remus e Schlossgold.
Anche per questa gara, come per le due precedenti, la Pirelli, fornitrice unica degli pneumatici, porta coperture con la mescola supersoft e soft.

### Aspetti sportivi
Il Gran Premio d'Austria torna in calendario dopo undici stagioni. Già per la stagione 2013 venne ipotizzato un suo reinserimento, ma il rientro venne ufficializzato per il campionato 2014 il 23 luglio 2013, tramite una dichiarazione congiunta di Bernie Ecclestone e Dietrich Mateschitz, titolare della Red Bull Racing. Il tracciato che ospita l'evento è il Red Bull Ring, nome attuale del circuito sito a Spielberg bei Knittelfeld, già sede della gara con i nomi di Österreichring e A1-Ring, anche se diversamente rimaneggiato. La gara, valida 26 volte per il campionato mondiale, manca in calendario dal 2003. In quella ultima occasione la gara venne vinta da Michael Schumacher, su Ferrari, davanti a Kimi Räikkönen su McLaren.
Il pilota della Marussia Max Chilton è penalizzato di tre posizioni sulla griglia di partenza del Gran Premio per avere innescato l'incidente al primo giro del Gran Premio del Canada che ha coinvolto anche l'altra Marussia, quella di Jules Bianchi. Il pilota della Force India Sergio Pérez, riconosciuto colpevole per il contatto con Felipe Massa nella fasi finali della stessa gara, è invece arretrato di cinque posizioni. Questa penalizzazione è stata successivamente discussa, nel weekend del Gran Premio, da una nuova commissione giudicante, a cui i due piloti hanno potuto portare nuove prove in merito al loro comportamento. La commissione ha comunque confermato la penalizzazione per Pérez.
Il pilota danese Tom Kristensen è nominato commissario aggiunto per la gara. Kristensen ha già svolto in passato tale funzione in diverse occasioni, l'ultima al Gran Premio d'India 2013.

## Prove

### Resoconto
Nella prima sessione del venerdì la classifica è guidata dalle due Mercedes di Nico Rosberg e Lewis Hamilton, mentre terzo chiude Fernando Alonso a circa tre decimi dal tempo del primo. La pista è stata bagnata da una leggere pioggia intermittente, che però non ha costretto i piloti a montare gomme intermedie. Il campione del mondo in carica, Sebastian Vettel si è reso protagonista di un testacoda all'ultima curva, senza però danneggiare la monoposto. Al termine della prima sessione di prove la Scuderia Toro Rosso non ha restituito in tempo il treno di gomme supplementari previsto per questa fase. La scuderia è stata multata di 10 000 €, con la condizionale.
Nella seconda sessione si ribalta il risultato con Hamilton che precede Rosberg; Alonso chiude ancora terzo, ma questa volta staccato di oltre nove decimi dalla testa della graduatoria. Le due vetture della Mercedes hanno dimostrato una certa superiorità sia sul giro secco che sul passo di gara. Molti piloti hanno effettuato delle escursioni di pista alla prima curva e alla curva Rindt.
La terza sessione ha visto Valtteri Bottas in prima posizione, seguito da Lewis Hamilton, e dall'altro pilota della Williams Felipe Massa. Le due vetture britanniche hanno espresso una grande velocità con l'utilizzo di gomme supersoft, mentre le Mercedes hanno ridotto il passo rispetto alla giornata precedente. Sergio Pérez ha subito un leggero decollo della sua vettura, dopo essere finito nella via di fuga dell'ultima curva.

### Risultati
Nella prima sessione del venerdì si è avuta questa situazione:
| Pos | Nº | Pilota          | Costruttore | Tempo    | Gap    | Giri |
| --- | -- | --------------- | ----------- | -------- | ------ | ---- |
| 1   | 6  | Nico Rosberg    | Mercedes    | 1'11"295 |        | 19   |
| 2   | 44 | Lewis Hamilton  | Mercedes    | 1'11"435 | +0"140 | 32   |
| 3   | 14 | Fernando Alonso | Ferrari     | 1'11"606 | +0"311 | 23   |

Nella seconda sessione del venerdì si è avuta questa situazione:
| Pos | Nº | Pilota          | Costruttore | Tempo    | Gap    | Giri |
| --- | -- | --------------- | ----------- | -------- | ------ | ---- |
| 1   | 44 | Lewis Hamilton  | Mercedes    | 1'09"542 |        | 37   |
| 2   | 6  | Nico Rosberg    | Mercedes    | 1'09"919 | +0"377 | 50   |
| 3   | 14 | Fernando Alonso | Ferrari     | 1'10"470 | +0"928 | 40   |

Nella sessione del sabato mattina si è avuta questa situazione:
| Pos | Nº | Pilota          | Costruttore       | Tempo    | Gap    | Giri |
| --- | -- | --------------- | ----------------- | -------- | ------ | ---- |
| 1   | 77 | Valtteri Bottas | Williams-Mercedes | 1'09"848 |        | 22   |
| 2   | 44 | Lewis Hamilton  | Mercedes          | 1'09"898 | +0"050 | 25   |
| 3   | 19 | Felipe Massa    | Williams-Mercedes | 1'09"901 | +0"053 | 21   |

## Qualifiche

### Resoconto
In Q1 il tempo migliore è fatto da Lewis Hamilton, che precede di un decimo Daniil Kvjat. Molti piloti, convinti di potere passare in Q2 senza problemi, hanno deciso di risparmiare un treno di gomme supersoft. La direzione di gara interviene frequentemente, cancellando i tempi dei piloti che portano la vettura al di là del limite della pista alla penultima curva. Vengono eliminate le due Sauber, le due Caterham e le due Marussia.
Il compagno di scuderia di Hamilton, Nico Rosberg, fa segnare il tempo più basso nella seconda fase, l'unico che riesce a portarsi al di sotto del muro dell'1'09. Daniel Ricciardo e Kimi Räikkönen rientrano nella top 10 solo all'ultimo tentativo, mentre viene eliminato Sebastian Vettel, anche lui penalizzato con la cancellazione del tempo, per avere tagliato il limite alla curva 8. Oltre al campione del mondo vengono esclusi dalla fase decisiva anche le due Lotus, Sergio Pérez, Jenson Button e Jean-Éric Vergne.
Nella Q3 si pone al comando il duo della Williams con Felipe Massa che conquista la sua sedicesima e ultima pole position nel mondiale, la prima dal Gran Premio del Brasile 2008 (l'ultima pole per un brasiliano è stata nel Gran Premio del Brasile 2009, ottenuta all'epoca da Rubens Barrichello). Per la Williams è la centoventottesima pole ottenuta, la prima dal Gran Premio di Spagna 2012 con Pastor Maldonado; la scuderia britannica non monopolizzava la prima fila dal Gran Premio di Germania 2003 (all'epoca furono Juan Pablo Montoya 1° e Ralf Schumacher 2°). Dopo Valtteri Bottas, chiudono Nico Rosberg e Fernando Alonso. Nicolas Hülkenberg non realizza tempi validi per lo schieramento, così come Lewis Hamilton, che si vede cancellare il tempo del primo tentativo per il taglio alla penultima curva, e rovina con un testacoda il suo secondo tentativo. Tale testacoda ha anche rovinato, rallentandolo, l'ultimo tentativo di Rosberg.
Al termine delle prove, sulla Lotus di Romain Grosjean viene sostituito il cambio; essendo state effettuate anche delle modifiche aerodinamiche al posteriore, non permesse in regime di parco chiuso, il pilota francese è costretto a partire dalla pit lane.

### Risultati
Nella sessione di qualifica si è avuta questa situazione:
| Pos                         | Nº | Pilota             | Costruttore             | Q1       | Q2       | Q3          | Griglia |
| --------------------------- | -- | ------------------ | ----------------------- | -------- | -------- | ----------- | ------- |
| 1                           | 19 | Felipe Massa       | Williams-Mercedes       | 1'10"292 | 1'09"239 | 1'08"759    | 1       |
| 2                           | 77 | Valtteri Bottas    | Williams-Mercedes       | 1'10"356 | 1'09"096 | 1'08"846    | 2       |
| 3                           | 6  | Nico Rosberg       | Mercedes                | 1'09"695 | 1'08"974 | 1'08"944    | 3       |
| 4                           | 14 | Fernando Alonso    | Ferrari                 | 1'10"405 | 1'09"479 | 1'09"285    | 4       |
| 5                           | 3  | Daniel Ricciardo   | Red Bull Racing-Renault | 1'10"395 | 1'09"638 | 1'09"466    | 5       |
| 6                           | 20 | Kevin Magnussen    | McLaren-Mercedes        | 1'10"081 | 1'09"473 | 1'09"515    | 6       |
| 7                           | 26 | Daniil Kvjat       | STR-Renault             | 1'09"678 | 1'09"490 | 1'09"619    | 7       |
| 8                           | 7  | Kimi Räikkönen     | Ferrari                 | 1'10"285 | 1'09"657 | 1'10"795    | 8       |
| 9                           | 44 | Lewis Hamilton     | Mercedes                | 1'09"514 | 1'09"092 | senza tempo | 9       |
| 10                          | 27 | Nicolas Hülkenberg | Force India-Mercedes    | 1'10"389 | 1'09"624 | senza tempo | 10      |
| 11                          | 11 | Sergio Pérez       | Force India-Mercedes    | 1'10"124 | 1'09"754 | N.D.        | 15      |
| 12                          | 22 | Jenson Button      | McLaren-Mercedes        | 1'10"252 | 1'09"780 | N.D.        | 11      |
| 13                          | 1  | Sebastian Vettel   | Red Bull Racing-Renault | 1'10"630 | 1'09"801 | N.D.        | 12      |
| 14                          | 13 | Pastor Maldonado   | Lotus-Renault           | 1'10"821 | 1'09"939 | N.D.        | 13      |
| 15                          | 25 | Jean-Éric Vergne   | STR-Renault             | 1'10"161 | 1'10"073 | N.D.        | 14      |
| 16                          | 8  | Romain Grosjean    | Lotus-Renault           | 1'10"461 | 1'10"642 | N.D.        | 22      |
| 17                          | 99 | Adrian Sutil       | Sauber-Ferrari          | 1'10"825 | N.D.     | N.D.        | 16      |
| 18                          | 21 | Esteban Gutiérrez  | Sauber-Ferrari          | 1'11"349 | N.D.     | N.D.        | 17      |
| 19                          | 17 | Jules Bianchi      | Marussia-Ferrari        | 1'11"412 | N.D.     | N.D.        | 18      |
| 20                          | 10 | Kamui Kobayashi    | Caterham-Renault        | 1'11"673 | N.D.     | N.D.        | 19      |
| 21                          | 4  | Max Chilton        | Marussia-Ferrari        | 1'11"775 | N.D.     | N.D.        | 21      |
| 22                          | 9  | Marcus Ericsson    | Caterham-Renault        | 1'12"673 | N.D.     | N.D.        | 20      |
| Tempo limite 107%: 1'14"379 |    |                    |                         |          |          |             |         |

In grassetto sono indicate le migliori prestazioni in Q1, Q2 e Q3.

## Gara

### Resoconto
Al via Felipe Massa mantiene il comando, seguito da Nico Rosberg: il tedesco è però passato, già nel corso del primo giro da Valtteri Bottas. Seguono Fernando Alonso, Lewis Hamilton, in recupero dalla nona posizione di partenza e capace di passare anche lo spagnolo prima della fine del giro; seguono Kevin Magnussen, Kimi Räikkönen, Nicolas Hülkenberg e Daniel Ricciardo. Sebastian Vettel, nel corso del secondo giro, accusa una perdita di potenza, e perde, di fatto un giro. Il problema elettronico viene resettato e il tedesco può ricominciare a girare con il suo passo di gara normale. Il doppiaggio del tedesco costa un’ulteriore posizione a Ricciardo, passato da Daniil Kvjat.
Al nono giro va al cambio gomme Hülkenberg, seguito un giro dopo da Ricciardo, Magnussen e Daniil Kvjat. Nei giri seguenti vanno al cambio tutti i piloti di testa. Al giro 15 tocca a Massa, quattro giri dopo Rosberg, e due dopo Hamilton: il brasiliano rientra in gara dietro al tedesco della Mercedes e viene subito passato dall’inglese alla curva tre. Va meglio a Bottas, che, un giro dopo, riesce inserirsi tra i due della Mercedes. La gara è ora condotta da Sergio Pérez, che non ha ancora cambiato gli pneumatici. Dietro al messicano c'è ora Rosberg, poi Bottas, Hamilton, Massa, Button e Alonso.
Al giro 25 c'è il ritiro per Daniil Kvjat, per un guasto alla sospensione posteriore sinistra. Al ventisettesimo giro Rosberg passa a condurre: Pérez, oltre che dal tedesco, è infilato subito anche da Bottas, e nel giro seguente, anche da Hamilton prima di fermarsi al giro 30. Tra il giro 39 e il giro 42 c'è un nuovo turno di cambi gomme. In classifica Hamilton passa Bottas, fermandosi due giri prima. Negli ultimi giri vi è da registrare solo il recupero di Pérez, che coglie il sesto posto dopo un sorpasso su Magnussen. Proprio nell’ultimo giro Ricciardo ha la meglio su Hulkenberg. Hamilton mette pressione al compagno ma senza riuscire a portare veri attacchi.
Nico Rosberg vince la sua sesta gara in carriera, davanti a Lewis Hamilton e a Valtteri Bottas, che conquista così il suo primo podio, duecentocinquesimo nella storia del mondiale. È anche il primo podio assoluto per una vettura con il numero 77.

### Risultati
I risultati del Gran Premio sono i seguenti:
| Pos | Nº | Pilota             | Costruttore             | Giri | Tempo/Ritiro         | Griglia | Punti |
| --- | -- | ------------------ | ----------------------- | ---- | -------------------- | ------- | ----- |
| 1   | 6  | Nico Rosberg       | Mercedes                | 71   | 1h27'54"976          | 3       | 25    |
| 2   | 44 | Lewis Hamilton     | Mercedes                | 71   | +1"932               | 9       | 18    |
| 3   | 77 | Valtteri Bottas    | Williams-Mercedes       | 71   | +8"172               | 2       | 15    |
| 4   | 19 | Felipe Massa       | Williams-Mercedes       | 71   | +17"358              | 1       | 12    |
| 5   | 14 | Fernando Alonso    | Ferrari                 | 71   | +18"553              | 4       | 10    |
| 6   | 11 | Sergio Pérez       | Force India-Mercedes    | 71   | +28"546              | 15      | 8     |
| 7   | 20 | Kevin Magnussen    | McLaren-Mercedes        | 71   | +32"031              | 6       | 6     |
| 8   | 3  | Daniel Ricciardo   | Red Bull Racing-Renault | 71   | +43"522              | 5       | 4     |
| 9   | 27 | Nicolas Hülkenberg | Force India-Mercedes    | 71   | +44"137              | 10      | 2     |
| 10  | 7  | Kimi Räikkönen     | Ferrari                 | 71   | +47"777              | 8       | 1     |
| 11  | 22 | Jenson Button      | McLaren-Mercedes        | 71   | +50"966              | 11      |       |
| 12  | 13 | Pastor Maldonado   | Lotus-Renault           | 70   | +1 giro              | 13      |       |
| 13  | 99 | Adrian Sutil       | Sauber-Ferrari          | 70   | +1 giro              | 16      |       |
| 14  | 8  | Romain Grosjean    | Lotus-Renault           | 70   | +1 giro              | 22      |       |
| 15  | 17 | Jules Bianchi      | Marussia-Ferrari        | 69   | +2 giri              | 18      |       |
| 16  | 10 | Kamui Kobayashi    | Caterham-Renault        | 69   | +2 giri              | 19      |       |
| 17  | 4  | Max Chilton        | Marussia-Ferrari        | 69   | +2 giri              | 21      |       |
| 18  | 9  | Marcus Ericsson    | Caterham-Renault        | 69   | +2 giri              | 20      |       |
| 19  | 21 | Esteban Gutiérrez  | Sauber-Ferrari          | 69   | +2 giri              | 17      |       |
| Rit | 25 | Jean-Éric Vergne   | STR-Renault             | 59   | Freni                | 14      |       |
| Rit | 1  | Sebastian Vettel   | Red Bull Racing-Renault | 34   | Problemi elettronici | 12      |       |
| Rit | 26 | Daniil Kvjat       | STR-Renault             | 24   | Sospensione          | 7       |       |

## Classifiche mondiali

### Piloti
| Pos | Pilota             | Punti |
| --- | ------------------ | ----- |
| 1   | Nico Rosberg       | 165   |
| 2   | Lewis Hamilton     | 136   |
| 3   | Daniel Ricciardo   | 83    |
| 4   | Fernando Alonso    | 79    |
| 5   | Sebastian Vettel   | 60    |
| 6   | Nicolas Hülkenberg | 59    |
| 7   | Valtteri Bottas    | 55    |
| 8   | Jenson Button      | 43    |
| 9   | Felipe Massa       | 30    |
| 10  | Kevin Magnussen    | 29    |
| 11  | Sergio Pérez       | 28    |
| 12  | Kimi Räikkönen     | 19    |
| 13  | Romain Grosjean    | 8     |
| 14  | Jean-Éric Vergne   | 8     |
| 15  | Daniil Kvjat       | 4     |
| 16  | Jules Bianchi      | 2     |

### Costruttori
| Pos | Costruttore             | Punti |
| --- | ----------------------- | ----- |
| 1   | Mercedes                | 301   |
| 2   | Red Bull Racing-Renault | 143   |
| 3   | Ferrari                 | 98    |
| 4   | Force India-Mercedes    | 87    |
| 5   | Williams-Mercedes       | 85    |
| 6   | McLaren-Mercedes        | 72    |
| 7   | STR-Renault             | 12    |
| 8   | Lotus-Renault           | 8     |
| 9   | Marussia-Ferrari        | 2     |

## Decisioni della FIA
Al termine della gara, la FIA penalizza di dieci posizioni sulla griglia di partenza del Gran Premio di Gran Bretagna il pilota della Sauber, Esteban Gutiérrez, per essere stato rimandato in pista dal suo team senza che gli pneumatici fossero stati correttamente montati.